# Chrysopa inaequata
Chrysopa inaequata är en insektsart som beskrevs av Navás 1935. Chrysopa inaequata ingår i släktet Chrysopa och familjen guldögonsländor. Inga underarter finns listade i Catalogue of Life.